# 팔레스타인 해방민주전선
팔레스타인 해방민주전선(영어: Democratic Front for the Liberation of Palestine, 약칭: DFLP）는 팔레스타인의 마르크스-레닌주의 공산당이자 혁명적 사회주의 단체이다. 1968년 팔레스타인 해방대중전선(PFLP)으로부터 분리되어 설립되었으며 팔레스타인 해방기구(PLO)의 일원으로 활동하고 있다. 국민 저항 여단은 DFLP의 무장 조직이다.

## 같이 보기
- 팔레스타인 해방대중전선